# Jasmina Jovančić-Vidaković
Jasmina Jovančić-Vidaković (Subotica, 3. kolovoza 1965.) je hrvatska umjetnica iz Subotice, Vojvodina, Srbija. Akademska je grafičarka.
Kći je Alojzija i Jovanke r. Vuković. U Subotici je završila osnovnu i srednju kulturološku školu. U Beogradu je diplomirala na Višoj školi primijenjenih i likovnih umjetnosti te u Novom Sadu na Akademiji umjetnosti u klasi prof. Stanojeva. Radila je u Ekonomskoj školi u Subotici kao profesorica likovnog, a od 2001. radi u Modernoj galeriji Likovni susret u Subotici kao kustosica. Članica je Udruge likovnih umjetnika primijenjenih umjetnosti i dizajnera Vojvodine.
Samostalno je izlagala u Hrvatskoj i vojvođanskim gradovima u Srbiji, a skupno i u Mađarskoj i Crnoj Gori. Slika u ulju i akrilu, izrađuje linogravure, ilustrira tiskovna izdanja (knjiga bajki B. Vujkova). Autorica je likovne nagrade za životno djelo na području umjetnosti koje je primio Lazar Merković 2008. na Danima Balinta Vujkova. Zbog svoje važnosti uvrštena je u projekte Suvremena umjetnost Hrvata u Vojvodini, Srpska grafika danas, Umjetnost u Vojvodini danas. Jasmina Jovančić Vidaković i Miroslav Jovančić, kandidat za nagradu Pro urbe 2012., poznati su umjetnički par iz Subotice.
Članica je Povjerenstva za likovne radove za likovno-literarni natječaj Moj lipi zavičaj koji su raspisali u povodu Godine hrvatskih velikana u Vojvodini, Hrvatsko nacionalno vijeće, Zavod za kulturu vojvođanskih Hrvata i NIU Hrvatska riječ. Ostale članice povjerenstva su Ljubica Vuković-Dulić i Olga Šram.
Dobitnica nagrade Pro urbe 2007. godine.